# Millene Fernandes
Millene Karine Fernandes Arruda (Cacoal, 13 de dezembro 1994), conhecida apenas como Millene ou Mih, é uma futebolista brasileira que atua como atacante. Atualmente joga pelo Corinthians.
Em agosto de 2019, Millene atingiu a marca de 45 gols na história do Campeonato Brasileiro de Futebol Feminino, se tornando a maior artilheira de uma mesma edição da competição e também maior artilheira da história do torneio.

## Carreira
Millene começou a jogar futebol aos 9 anos de idade, como uma brincadeira. Incentivada pela família, entrou em uma escolinha em sua cidade natal, sendo a única menina do grupo.
A atacante iniciou sua carreira profissional aos 15 anos no time feminino do Clube Atlético Mineiro, em Belo Horizonte. Depois teve passagem pelo Neves, de Ribeirão das Neves, Chapadão do Sul,  Rio Preto Esporte Clube, de São José do Rio Preto e pelo Corinthians, até chegar, em 2020, ao seu atual time, o Wuhan Xinjiyuan, da China.
Após a paralisação do Campeonato Chinês pelo surto de coronavírus, Millene retornou ao Corinthians por empréstimo, com duração até a metade de 2020, com possibilidade de extensão do contrato ao final do vínculo inicial.
Em junho de 2020, o clube chinês Wuhan Xinjiyuan solicitou seu retorno.
Em março de 2021, Milene volta para o Brasil para defender o Internacional.
Em outubro de 2022, após o fim do campeonato brasileiro, anunciou seu retorno ao Corinthians.

### Seleção Brasileira
Após ser eleita a melhor atacante e craque do Campeonato Brasileiro Feminino de 2016, Millene foi convocada para a Seleção Brasileira de Futebol Feminino pela primeira vez em 2016, com 21 anos, para disputar o Torneio Internacional de Futebol Feminino. Representou o Brasil novamente em 2018 para a disputa de amistosos e da Copa América Feminina de 2018, conquistando o campeonato.
Em 2019, foi convocada mais uma vez para integrar a equipe para a disputa do Torneio Internacional de Futebol Feminino.

## Vida pessoal
Filha de pais separados, Millene se mudou para Belo Horizonte aos 13 anos junto com o pai Enício José, um dos maiores incentivadores de sua carreira.

## Títulos
Rio Preto
- Campeonato Brasileiro: 2015[7]
- Campeonato Paulista: 2017[8]

Corinthians
- Campeonato Brasileiro: 2018, 2023 e 2024
- Copa Libertadores: 2019, 2023 e 2024
- Campeonato Paulista: 2019 e 2023
- Copa Paulista: 2022
- Supercopa do Brasil: 2023 e 2024

Seleção Brasileira
- Copa América: 2018

## Prêmios individuais
- Artilheira do Campeonato Brasileiro de 2016 (com 10 gols)
- Eleita jogadora revelação do Campeonato Paulista de Futebol Feminino 2016, pelo Rio Preto Esporte Clube
- Em 2019, tornou-se a maior artilheira de todas as edições do Campeonato Brasileiro de Futebol Feminino, com 45 gols, jogando pelo Corinthians
- Artilheira do Campeonato Brasileiro de 2019 (com 19 gols)[9]
- Craque do Campeonato Brasileiro de 2019 (jogando pelo Corinthians)[9]